# Yeux disent
Yeux disent est un single du rappeur français Lomepal sorti le 19 juin 2017, issu de l'album FLIP.

## Composition
Yeux disent est une chanson hip hop, empruntant néanmoins beaucoup à la pop. Lomepal y raconte l'une de ses histoires d'amours. Le morceau s'ouvre sur la phrase « On sait très bien comment ça va finir », montrant le pessimisme de l'artiste quant à sa relation. Il fait part de sa passion pour la musique qui prend le pas sur son histoire. Trop égoïste, Lomepal se rend compte de son importance alors qu'elle lui tourne le dos comme le souligne le vers : « Elle est irremplaçable mais je m'en rendrai compte seulement quand elle sera partie/On profite jamais de ce qu'on a ». On trouve dans le clip la comédienne Marion Dauvilliers.

## Classement
| Classement (2017)                       | Meilleure position | Certification |
| --------------------------------------- | ------------------ | ------------- |
| Belgique (Wallonie Ultratop 50 Singles) | 43                 |               |
| France (SNEP)                           | 81                 | Diamant       |